# Will Power

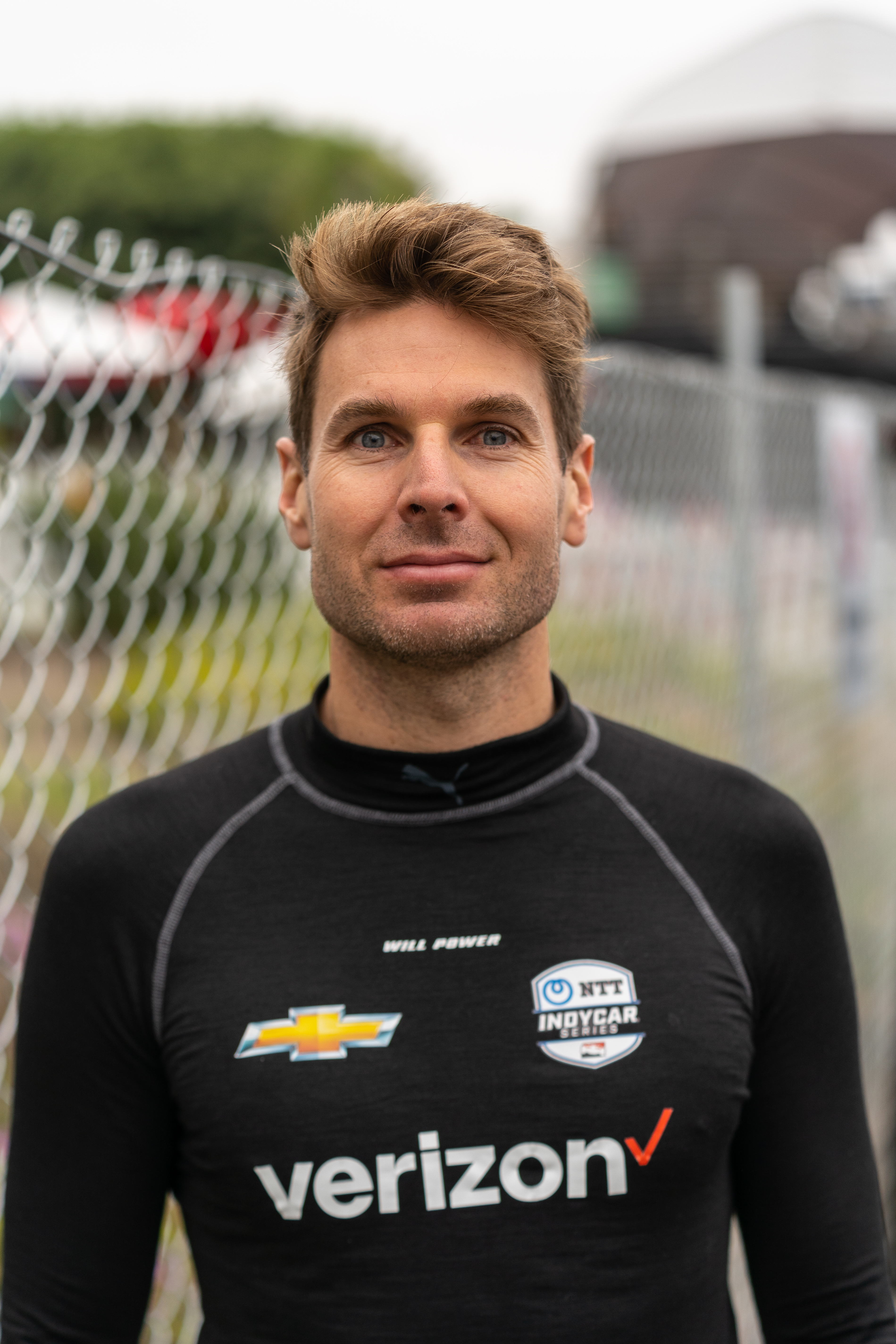
Will Power 2021

Will Power (* 1. März 1981 in Toowoomba, Australien) ist ein australischer Automobilrennfahrer. Seit 2008 startet er in der IndyCar Series und gewann dort 2014 und 2022 die Meisterschaft. 2018 konnte er die 500 Meilen von Indianapolis gewinnen. Seit 2009 steht er beim Team Penske unter Vertrag.

## Karriere

### Anfänge im Motorsport (1998–2002)
Im Jahr 1998 nahm Power an der australischen Formel Ford teil, im Jahr 2000 erreichte er den siebenten Rang in der Gesamtwertung. Ein Jahr später wurde er Vizemeister. 2002 gewann er den Meistertitel der Australian Drivers’ Championship und wurde, obwohl er nicht zu allen Rennen angetreten war, Vizemeister in der australischen Formel-3-Meisterschaft.

### Britische Formel 3, Formel Renault 3.5 (2003–2005)
2003 wechselte Power in die britische Formel-3-Meisterschaft. Er startete aber nur bei wenigen Rennen und wurde 14. in der Gesamtwertung. Ein weiteres Jahr blieb er in dieser Meisterschaft und verbesserte sich auf den neunten Gesamtrang. In beiden Jahren gelang ihm kein Sieg und seine besten Resultate waren mehrere zweite Plätze. Als Power zwischenzeitlich kein Geld mehr für die britische Formel-3-Meisterschaft auftreiben konnte, half ihm sein Landsmann Mark Webber mit 500.000 Euro aus. Im Jahr 2004 absolvierte er Testfahrten für das Formel-1-Team von Minardi, dass seinem Landsmann Paul Stoddart gehörte damals. 2005 wechselte Power in die Formel Renault 3.5 zu Carlin Motorsport. Er entschied zwei Rennen für sich und belegte am Saisonende den siebten Gesamtrang. Den letzten Lauf lieẞ er aus, da er am gleichen Wochenende sein Debüt in der Champ-Car-Serie gab. Power startete bei den Rennen in Australien (15.) und Mexiko (10.), er belegte den 22. Gesamtrang in der Meisterschaft mit 17 Punkten.

### Champ Car (2006–2007)
Nachdem Power im Winter 2005/2006 bei zwei Rennen der A1GP gefahren war, kehrte er 2006 in die Champ-Car-Serie zurück und bestritt eine komplette Saison für das Team Australia. Power gewann zwar kein Rennen, wurde aber als bester Rookie Sechster in der Meisterschaft. Im Jahr 2007 startete Power mit einem Sieg zum Saisonauftakt in die Saison. Mit einem zweiten Sieg belegte er am Saisonende den vierten Platz in der Gesamtwertung.

### IndyCar Series (seit 2008)

#### 2008

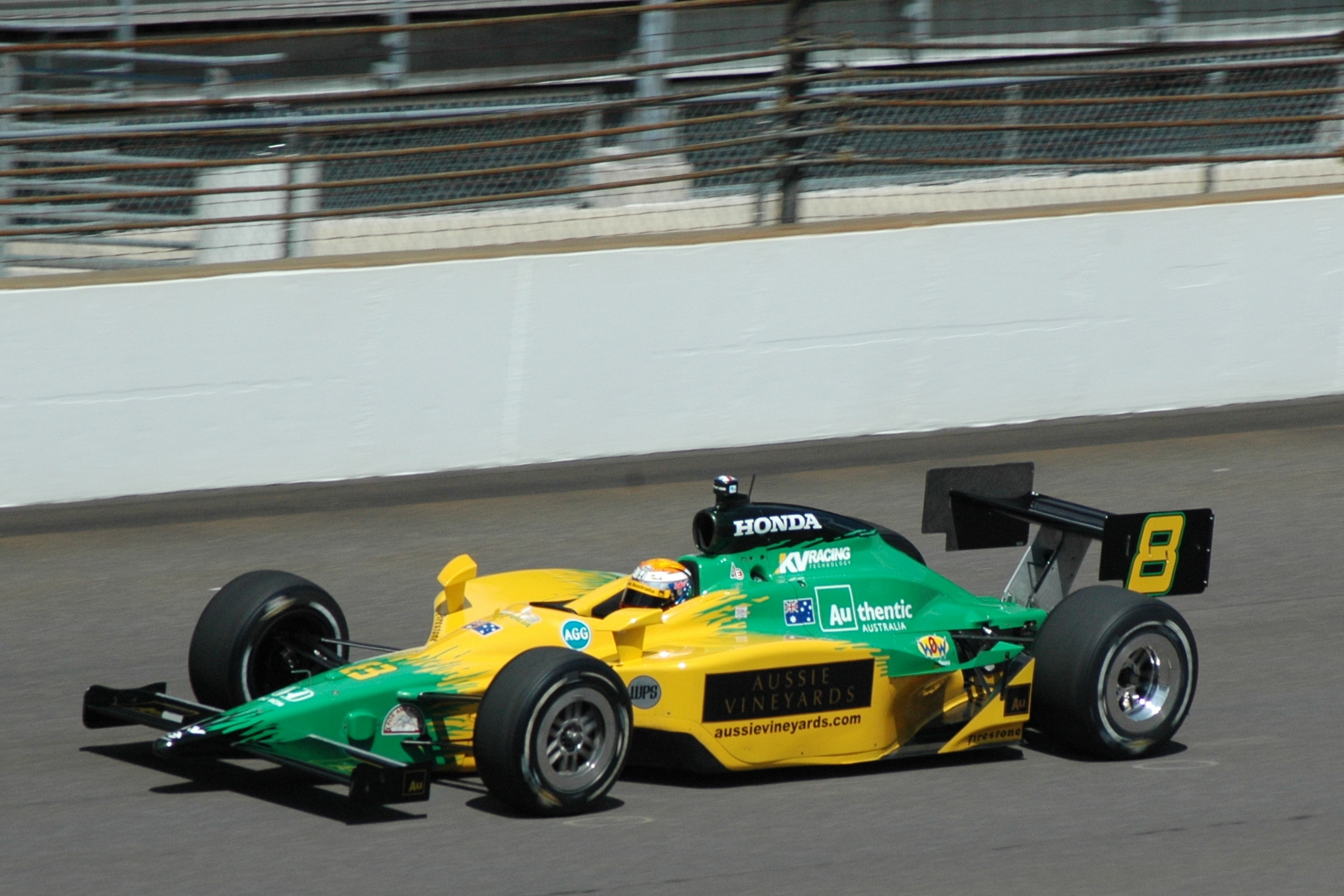
Power trat 2008 in der IndyCar Series an

Nach dem Zusammenschluss von Champ Car und IndyCar Series 2008 wurde sein bisheriges Team aufgelöst und Power wechselte zu einem weiterhin in den australischen Nationalfarben lackierten Auto des Teams KV Racing. Er gewann das Rennen in Long Beach, dass zugleich das letzte Rennen in der Champ-Car-Geschichte war. In der Gesamtwertung belegte er am Saisonende den zwölften Gesamtrang. Als zum Ende der Saison keine Einigung über die Zukunft des australischen Rennens in Surfer’s Paradise gefunden werden konnte, wurde auch das Sponsoring für Power nicht mehr verlängert. So kam es zur Trennung zwischen ihm und KV Racing, die 2009 zumeist nur einen Rennwagen eingesetzt hatten.

#### 2009
Zunächst nur für das erste Rennen der IndyCar-Series-Saison 2009 kam Power als Ersatz für den durch eine Gerichtsverhandlung verhinderten Hélio Castroneves, beim Team Penske zum Einsatz. Nachdem Castroneves bereits nach dem ersten Saison-Rennen zurückgekehrt war, setzte Penske bei insgesamt sechs Rennen ein zusätzliches Auto ein für Power. Er zeigte gute Leistungen und gewann das Rennen in Edmonton. Seine Saison endete jedoch frühzeitig nach einem schweren Unfall auf der unebenen Strecke von Sonoma. Nelson Philippe hatte sich im Qualifying direkt hinter einer Bergkuppe gedreht und dabei den Motor abgewürgt. Während der direkt nachfolgende E. J. Viso das Auto noch haarscharf verfehlte, krachte Power voll in das Hindernis. Als Folge war die Saison 2009 für beide Fahrer frühzeitig beendet. Power hatte sich zwei Wirbel gebrochen. In der Meisterschaft belegte er den 19. Rang.

#### 2010
Wegen seiner guten Leistungen entschied sich Roger Penske für die Saison 2010, neben den bisherigen Stammpiloten Ryan Briscoe und Hélio Castroneves, einen dritten Rennwagen für Power einzusetzen. Er startete gut in die neue Saison und übernahm mit Siegen in den ersten beiden Saisonrennen in São Paulo und Saint Petersburg, wo er von der Pole-Position startete, die Meisterschaftsführung. Bei den nächsten zwei Rennen, die wie die ersten beiden auf Rundkursen stattfanden, errang er jeweils die Pole-Position und wurde einmal Dritter und einmal Vierter. Bei den nächsten vier Rennen, die auf Ovalkursen ausgetragen wurden, knüpfte Power nicht an die Erfolge auf den Rundstrecken an und verlor die Führung in der Meisterschaft nach dem siebten Rennen an Dario Franchitti. Mit einem fünften Platz beim achten Rennen in Newton, seine beste Platzierung in einem Oval, erhielt er die Führung nach nur einem Rennen wieder zurück. Beim neunten Rennen in Watkins Glen, dass der Auftakt zum zweiten Rundstrecken-Abschnitt der Saison war, gewann er sein drittes Rennen. Dabei startete er von der Pole-Position, erzielte die schnellste Rennrunde und führte das Rennen die meisten Runden an. Das folgende Rennen in Toronto entschied Power ebenfalls für sich. Bei den nächsten zwei Austragungen wurde er von der Pole-Position startend Zweiter. Ein Jahr nach seinem Unfall in Sonoma gewann Power auch das letzte Rundstreckenrennen der Saison und er ging mit einem großen Vorsprung in die letzten Veranstaltungen der Meisterschaft. Beim ersten Rennen in Joliet verlor Power durch einen Defekt wertvolle Punkte. Da beim letzten Boxenstopp zu wenig Treibstoff nachgefüllt wurde, musste Power kurz vor Ende des Rennens nochmals an die Box und er verlor seinen zweiten Rang. Bei den nächsten zwei Rennen reduzierte Franchitti den Vorsprung auf Power in der Meisterschaft. Zum Saisonfinale in Homestead ging Power als Meisterschaftsführender ins Rennen. Nach einer Mauerberührung musste Power mit einem Aufhängungsschaden an die Box fahren. Zwar kam er nach einer Reparatur erneut auf die Strecke, musste allerdings nach wenigen Runden endgültig aufgeben. Franchitti reichte schließlich ein achter Platz zum Gewinn der Meisterschaft. Mit 602 zu 597 Punkten war Power Vizemeister und gewann die Mario-Andretti-Trophäe, die an den erfolgreichsten Piloten auf den Rundkursen vergeben wurde, mit über 100 Punkten Vorsprung auf Franchitti.

#### 2011

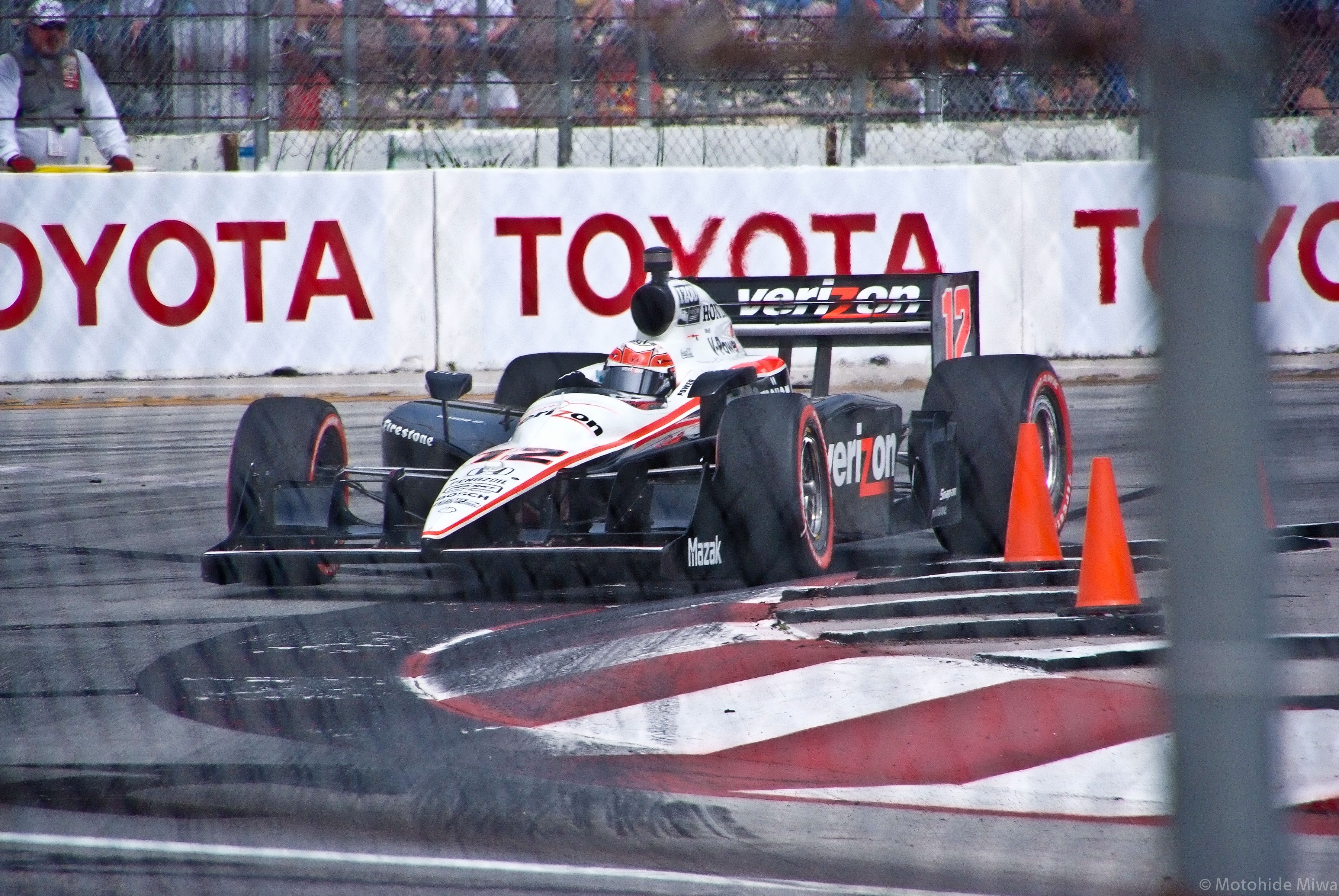
Power in Long Beach

2011 bestritt Power seine zweite komplette Saison für Penske. Nachdem Power im ersten Saisonrennen von der Pole-Position startend den zweiten Platz erreicht hatte, erzielte er beim zweiten Rennen im Barber Motorsports Park einen Start-Ziel-Sieg. Beim dritten Rennen in Long Beach erzielte Power zwar erneut die Pole-Position, im Rennen kam er aber nur auf dem zehnten Platz ins Ziel, da sein Teamkollege Castroneves, der sich bei einem Restart verbremste, mit ihm kollidierte. Im vierten Rennen in São Paulo, das das vorerst letzte Nicht-Oval-Rennen war, folgte Powers zweiter Saisonsieg von der Pole-Position. Beim Indianapolis 500, dem ersten Ovalrennen der Saison, kam er auf dem 14. Platz ins Ziel. Zwei Wochen später, beim Rennwochenende in Fort Worth, an dem zwei Rennen stattfanden, erzielte Power, nach einem dritten Platz im ersten Rennen, seinen ersten Sieg auf einem Ovalkurs.
Bei der Rückkehr auf die Straßenkurse in Toronto erzielte Power die Pole-Position und führte das Rennen bis zu einer Gelbphase an. Durch einen Boxenstopp fiel er ins Mittelfeld zurück. Zunächst kollidierte er mit Franchitti, wodurch er weitere Plätze verlor, und eine Kollision mit Alex Tagliani beendete sein Rennen schließlich endgültig. In Edmonton folgte Powers vierter Saisonsieg. In Lexington fiel Power erneut durch eine für ihn unglückliche Gelbphase ins Mittelfeld zurück. Beim darauffolgenden Rennen in Loudon wurde er als Fünfter gewertet, nachdem er beim finalen Restart auf feuchter Strecke mit anderen Fahrzeugen kollidiert war und das Rennergebnis schließlich auf den Stand vor dem Restart gesetzt wurde. Power war zuvor allerdings so aufgebracht über die Entscheidung der Rennleitung das Rennen nochmals freizugeben, dass er eine obszöne Geste in Richtung Rennleiter zeigte. Dafür wurde Power mit einer Bewährungsstrafe bis zum Saisonende belegt und musste zudem 30.000 US-Dollar Strafe zahlen.

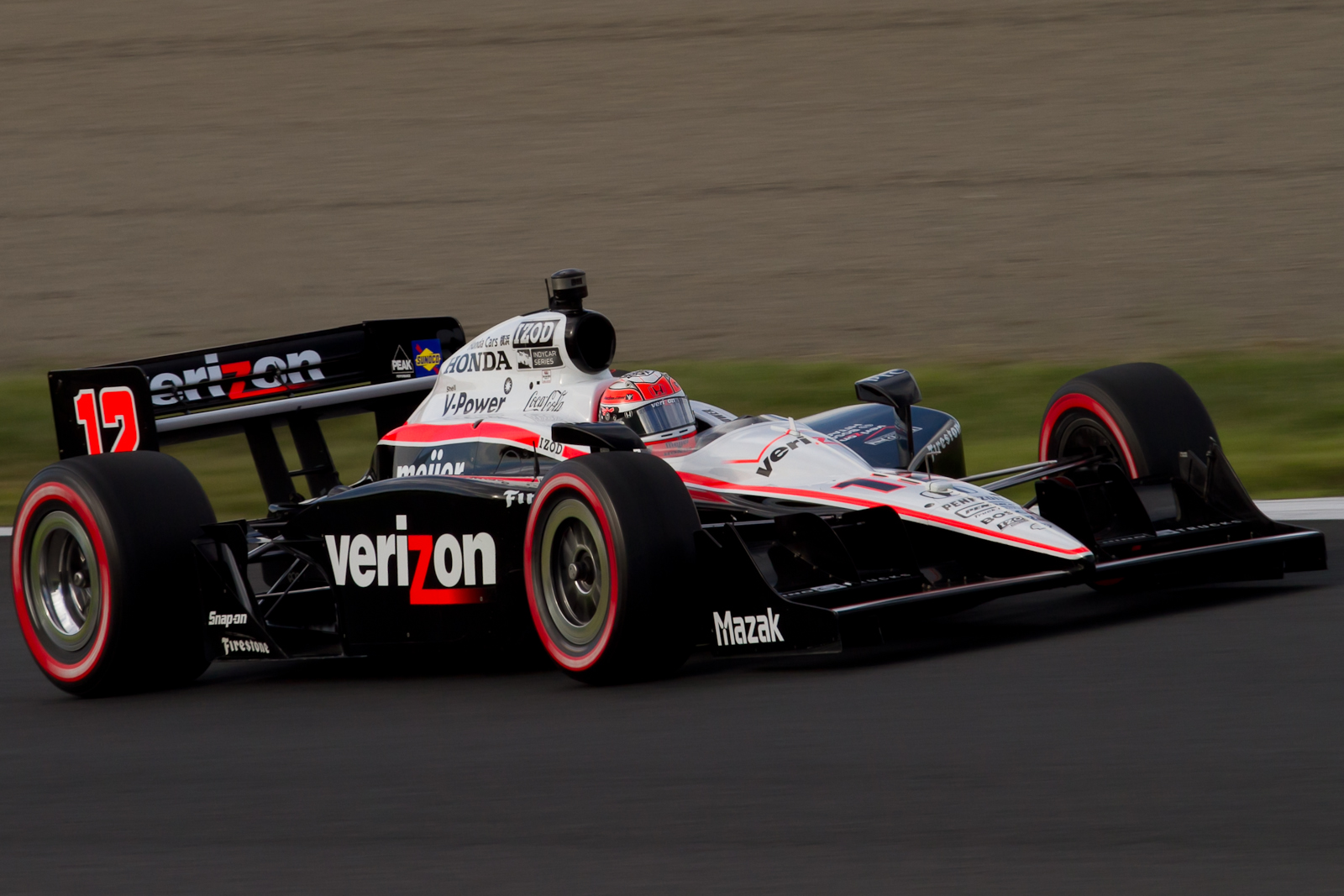
Power im Penske-Dallara in Motegi 2011

Bei den folgenden zwei Rennen auf den Rundstrecken in Sonoma und Baltimore erzielte er, von der Pole-Position startend, zwei Siege und führte beide Rennen die meiste Zeit an. Mit einem zweiten Platz in Motegi übernahm Power zwei Rennwochenenden vor Saisonende wieder die Führung in der Meisterschaft. Beim zweitletzten Rennen in Sparta führte Power das Rennen an, bis sein Auto beim Boxenstopp bei einer Kollision mit Ana Beatriz beschädigt wurde. Daraufhin war er nicht mehr an der Lage konkurrenzfähige Rundenzeiten zu fahren und kam auf dem 19. Platz ins Ziel. Damit verlor er die Meisterschaftsführung an Franchitti. Beim letzten Saisonrennen auf dem Las Vegas Motor Speedway war Power in einen Massenunfall, der 15 von 34 Autos betraf, verwickelt. Power hob ab und flog mehrere Meter durch die Luft. Er konnte das Fahrzeug aus eigener Kraft verlassen, wurde aber anschließend mit Schmerzen im unteren Rückenbereich in ein Krankenhaus eingeliefert. Es wurden keine ernsthaften Verletzungen festgestellt. Dan Wheldon erlitt bei diesem Unfall tödliche Verletzungen. Power beendete die Saison erneut als Zweiter der Gesamtwertung mit 573 zu 555 Punkten hinter Franchitti. Wie im Vorjahr gewann er die Mario-Andretti-Trophäe für den erfolgreichsten Piloten auf den Straßenkursen.

#### 2012

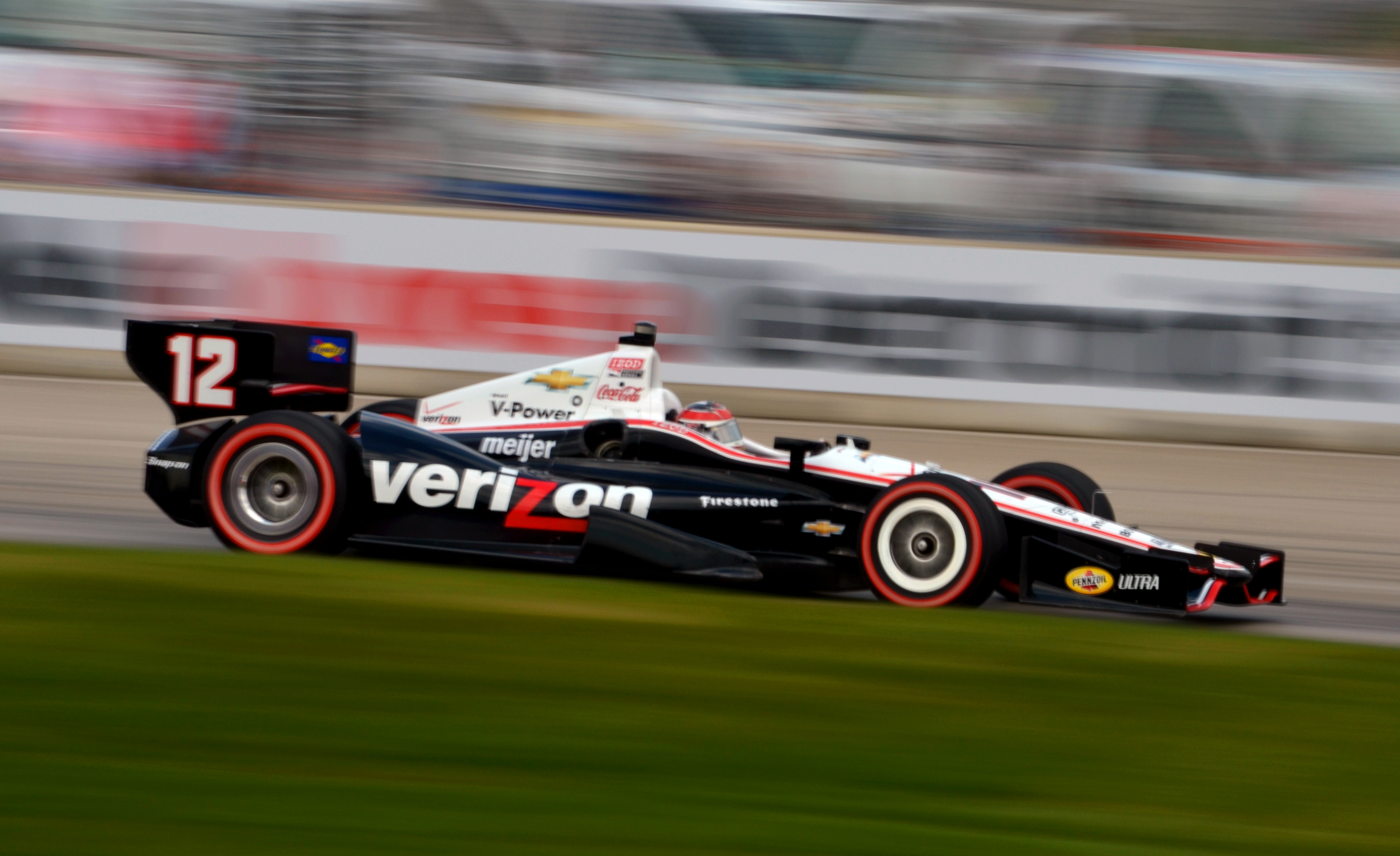
Power in Detroit

2012 hielt Penske an seinem Fahrertrio fest. Chevrolet wurde der neue Motorenlieferant des Rennstalls. Beim Saisonauftakt in St. Petersburg erzielte Power zwar die Pole-Position, im Rennen fiel er jedoch mit einer anderen Strategie als die später führenden Piloten zurück und kam auf dem siebten Platz ins Ziel. Ein Rennen später in Birmingham lief es für Power andersherum. Im Qualifying erreichte er den neunten Platz, nachdem ihm seine schnellste Runde aufgrund einer roten Flagge gestrichen worden war. Im folgenden Rennen übernahm er die Führung mit einer passenden Strategie und schnellen Rundenzeiten. Power gewann schließlich sein erstes Saisonrennen. Es folgten zwei weitere Siege in den nächsten zwei Rennen. In Long Beach gewann er von Platz zwölf startend, in dem er auf eine Zwei-Stopp-Strategie setzte, in São Paulo führte er das Rennen von der Pole-Position startend fast durchgängig an. Nach einem Unfall beim Indianapolis 500, dem ersten Ovalrennen der Saison, wurde er auf dem Stadtkurs in Detroit Vierter. Danach folgten drei Ovalrennen. Beim ersten, dem Firestone 550, blockte Power an der Spitze liegend Tony Kanaan, wofür er eine Durchfahrtsstrafe erhielt. Er kam schließlich auf dem achten Rang ins Ziel. Bei den nächsten drei Rennen erzielte er keine Top-10-Platzierungen, büßte damit seinen bis dahin erzielten Vorsprung in der Gesamtwertung ein und verlor die Gesamtführung an Ryan Hunter-Reay. Mit einem dritten Platz in Edmonton und einem zweiten Rang in Lexington holte er sich die Meisterschaftsführung zwei Rennen später wieder zurück. Nach einem zweiten Platz in Sonoma und einem sechsten Rang in Baltimore ging Power als Führender in der Meisterschaft ins Saisonfinale in Fontana. Beim Versuch im Mittelfeld an Hunter-Reay vorbeizufahren, verlor Power die Kontrolle über sein Fahrzeug und fuhr in die Mauer. Seinem Team gelang es, das Auto für einige Runden wieder rennfertig zu machen, sodass Power sich schließlich vom 25. auf den 24. Platz verbesserte und zwei Punkte mehr einfuhr. Da Hunter-Reay das Rennen aber auf dem vierten Platz beendete, reichte Powers Vorsprung nicht aus und er wurde zum dritten Mal in Folge Zweiter der IndyCar Series. Power unterlag Hunter-Reay schließlich mit 465 zu 468 Punkten.

#### 2013
Im Jahr 2013 reduzierte Penske sein IndyCar-Engagement auf zwei Fahrzeuge, Power und Castroneves blieben im Team. Beim Saisonauftakt in Saint Petersburg erzielte Power zum vierten Mal in Folge bei dieser Veranstaltung die Pole-Position. Im Rennen kollidierte er auf Platz drei liegend mit dem überrundeten J. R. Hildebrand und er fiel zurück. Power kam auf dem 16. Rang ins Ziel. Bei den ersten 13 Rennen kam er fünf Mal in den Top 10 ins Ziel und mit einem dritten Platz in West Allis stand er nur bei einem Rennen auf dem Podium. Bei mehreren Rennen war Power in Unfälle verwickelt, die ihm bessere Platzierungen verwehrten. In Toronto fiel er in beiden Rennen in den Top 5 liegend innerhalb der letzten zwei Runden wegen Unfällen aus. Nach einem vierten Platz in Lexington gelang Power beim 15. Rennen in Sonoma der erste Saison-Sieg. Er profitierte von einem Boxenstopp-Zwischenfall von Scott Dixon. Dixon hatte einen Mechaniker von Power, der glücklicherweise unverletzt blieb, angefahren. Dixon bekam deshalb eine Durchfahrtsstrafe, die Führung ging an Power über. Am folgenden Rennwochenende in Baltimore war Power zweimal, einmal im Training, einmal im Rennen mit Dixon in eine Kollision verwickelt. Power wurde enttäuschender 18., fuhr aber immerhin die meisten Führungsrunden. Bei den zwei folgenden Rennen in Houston duellierten sich Power und Dixon um den Sieg. Nachdem er im ersten Rennen durch eine für ihn unpassende Gelbphase ins Mittelfeld zurückgefallen und Zwölfter geworden war, gewann er das zweite Rennen, in dem er Dixon kurz vor Rennhalbzeit überholte und bis zum Ende hinter sich gehalten hatte. Beim Saisonfinale in Fontana, bei dem Power zum ersten Mal seit vier Jahren keine Titelchancen hatte, gelang ihm von der Pole-Position startend ein Sieg. Es war erst sein zweiter Triumph auf einem Ovalkurs in seiner Karriere. Während Power in den vorherigen Jahren eher Probleme auf Ovalen hatte, zeigte er in der Saison 2013 bessere Leistungen. Er beendete jedes Rennen, führte fünf an, stand dreimal auf der Pole-Position und kam dreimal in die Top 5. Power, der nur bei vier Rennen keine Führungsrunde innehatte, beendete die Saison schließlich mit 498 Punkten auf dem vierten Gesamtrang. Er unterlag erstmals seinem Teamkollegen Castroneves, der mit 550 Punkten Gesamtzweiter geworden war.

#### 2014

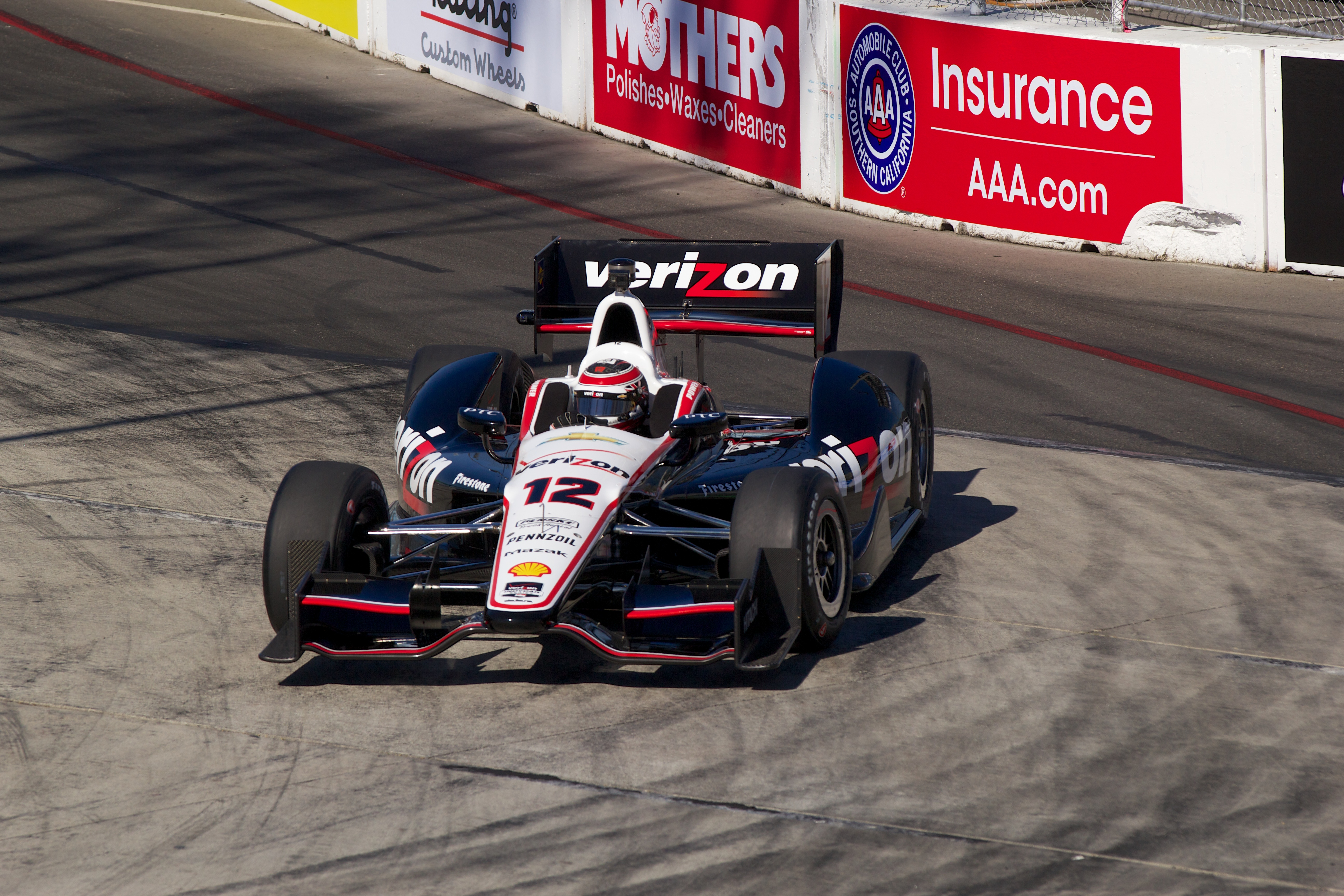
Power in Long Beach

2014 blieb Power zusammen mit Castroneves bei Penske und sie erhielten mit Juan Pablo Montoya einen weiteren Teamkollegen. Power gewann den Saisonauftakt in Saint Petersburg und wurde Zweiter in Long Beach. Beim dritten Rennen in Birmingham unterlief Power in der Anfangsphase in Führung liegend ein Fahrfehler und er wurde schließlich Fünfter. Nach einem achten Platz beim Grand Prix of Indianapolis ging Power als Gesamtführender in der Meisterschaft in das Indianapolis 500. In diesem führte Power mehrere Runden in der ersten Hälfte des Rennens und er kam erneut als Achter ins Ziel. Power hatte die Meisterschaftsführung bei diesem Rennen an Hunter-Reay verloren.
Bei den zwei folgenden Rennen in Detroit gewann Power einmal und wurde einmal Zweiter. Dadurch übernahm er erneut die Meisterschaftsführung. In Fort Worth erhielt Power auf Rang zwei liegend eine Durchfahrtsstrafe für eine zu hohe Geschwindigkeit in der Boxengasse und er verlor dadurch einige Positionen. Nach eine Aufholjagd in der Schlussphase kam er auf dem zweiten Platz ins Ziel. Bei den nächsten fünf Rennen kam Power nicht über einen neunten Rang hinaus. Sein Teamkollegen Helio Castroneves übernahm die Führung in der Meisterschaftstabelle.
Im zweiten Toronto-Rennen wendete sich das Blatt im Titelkampf und Power kam fortan stets vor Castroneves ins Ziel. In Toronto wurde er Dritter, in Lexington übernahm Power mit dem sechsten Rang wieder die Meisterschaftsführung. In West Allis zeigte Power eine tadellose Vorstellung. Er startete von der Pole-Position, führte 229 von 250 Runden und gewann das Rennen. Im zweitletzten Saisonrennen in Sonoma wurde Power Zehnter und ging mit über 50 Punkten Vorsprung ins letzte Saisonrennen, dem MAVTV 500. Sein Teamkollege Castroneves hätte mindestens Dritter werden müssen, Simon Pagenaud hätte gar siegen müssen, um den Meistertitel zu gewinnen, während Power der sechste Platz zum Titelgewinn reichte. Außer den drei Fahrern hatte keiner mehr eine Chance auf die Meisterschaft. Power wurde Neunter und war damit der beste Fahrer von denen, die noch eine Titelchance hatten. Er entschied somit zum ersten Mal in seiner Karriere die Meisterschaft für sich. Mit 671 zu 609 Punkten setzte er sich gegen seinen Teamkollegen Castroneves durch.

#### 2015

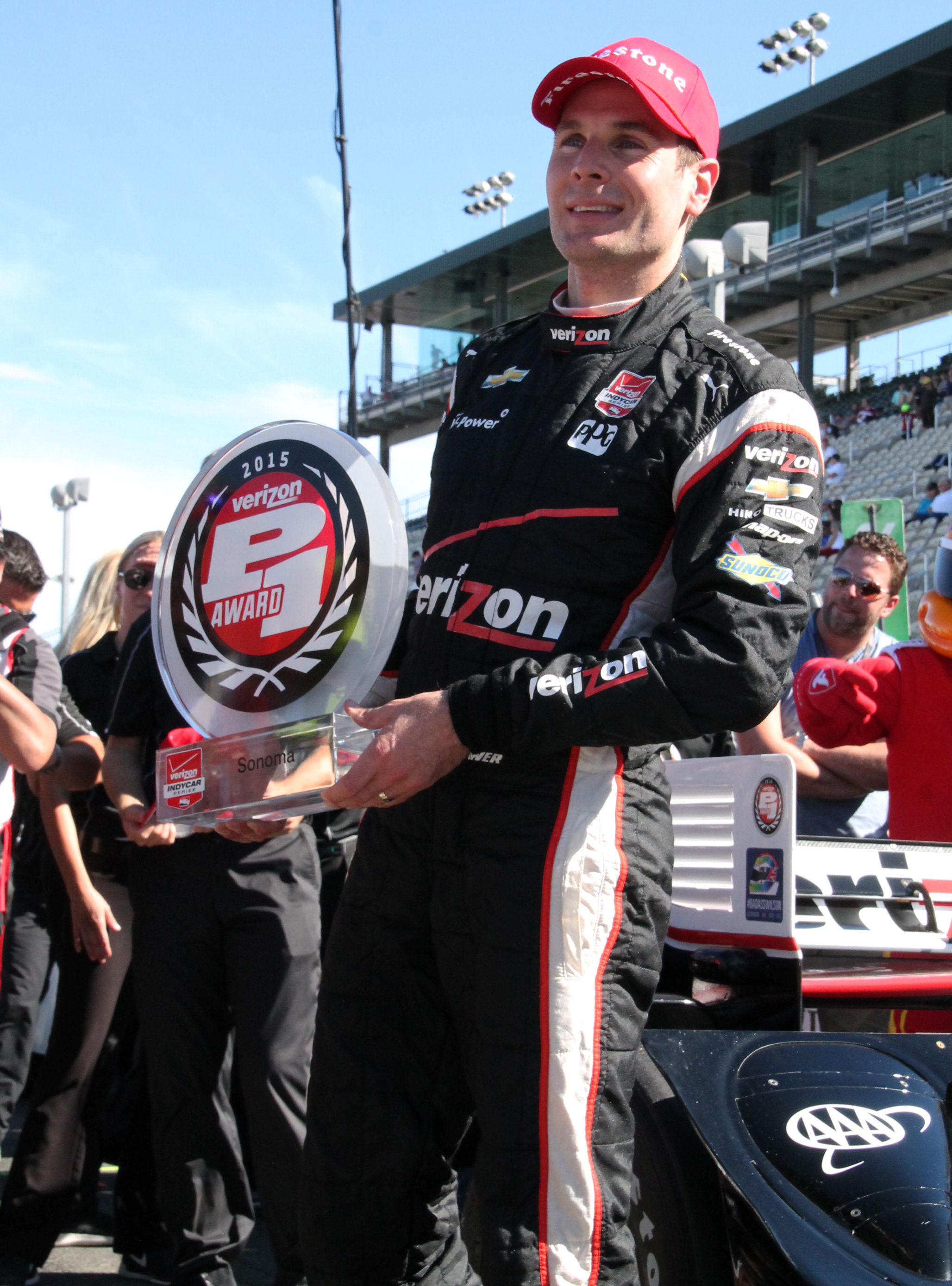
Power startete 2015 sechsmal von der Pole-Position

2015 wählte Power bei Penske als Titelverteidiger die Startnummer 1 in der IndyCar Series. Penske verpflichtete mit Pagenaud einen dritten Piloten. Beim Saisonauftakt in St. Petersburg wurde Power von der Pole-Position startend Zweiter. In Indianapolis stand er bei beiden Rennen auf dem Podium: Den Grand Prix gewann er, beim Indianapolis 500 wurde er Zweiter. Weitere Podest-Platzierungen gelangen Power, der in diesem Jahr mit sechs Pole-Positions am häufigsten die Qualifikation für sich entschieden hatte, nicht. Er beendete die Saison als zweitbester Penske-Pilot hinter Montoya auf dem dritten Gesamtrang.

#### 2016
Für die IndyCar Series 2016 blieb das Penske-Fahrerkader unverändert. Beim Saisonauftakt in St. Petersburg erzielte Power, nach einem Unfall im freien Training, in der Qualifikation die Pole-Position. Er klagte anschließend über Übelkeit und Kopfschmerzen, deshalb brach er das Rennwochenende ab. Er wurde weiterhin als Pole-Setter gewertet, während Oriol Servià sein Cockpit für das Rennen übernahm. Nachdem die Ärzte zunächst eine Gehirnerschütterung vermuteten, stellte sich nach dem Rennen heraus, dass muskuläre Verspannungen der Nackenmuskulatur für seine gesundheitlichen Probleme verantwortlich waren. Beim zweiten Saison-Rennen in Phoenix wurde er Dritter. Ab der Mitte der Saison stand Power bei sechs Rennen in Folge auf dem Podium. In Detroit, Elkhart Lake, Toronto und Long Pond gewann er, in Newton und Lexington wurde er Zweiter. Power schloss die Saison hinter seinem Teamkollegen Pagenaud auf dem zweiten Platz in der Fahrerwertung ab. Er unterlag im Meisterschaftsduell mit 532 zu 659 Punkten.

#### 2017
Im Jahr 2017 gewann Power drei Rennen. Er siegte auf dem Infieldkurs des Indianapolis Motor Speedway, dem Texas Motor Speedway und dem Pocono Raceway. Er startete sechsmal von der Pole-Position. In der Meisterschaft belegte er den fünften Rang.

#### 2018
In der Saison 2018 gewann Power vier Pole-Positions. Damit wurde er zum Fahrer mit den zweitmeisten IndyCar-Pole-Positions hinter Mario Andretti. Er gewann drei Rennen. Im Mai gewann Power beide Indianapolis-Rennen. Der Sieg beim Infieldrennen war Penskes 200. IndyCar-Sieg. Beim Indy 500 siegte er erstmals. Seinen dritten Sieg holte er beim Bommarito Automotive Group 500. In der Meisterschaft belegte er den dritten Platz.

#### 2019
2019 Stand Power drei Mal auf der Pole-Positions und gewann zwei Rennen. Er siegte auf dem Pocono Raceway und dem Portland International Raceway. Damit hatte er in vierzehn aufeinanderfolgenden Saisons mindestens ein Rennen gewonnen. Er beendete die Meisterschaft auf dem fünften Rang.

#### 2020
In der pandemieverkürzten Saison 2020 stand Power bei 14 Rennen fünf Mal auf der Pole-Position und siegte bei zwei Rennen. Er gewann auf dem Mid-Ohio Sports Car Course und beim zweiten Indianapolis-Infield-Rennen. Wie im Vorjahr wurde er Fünfter in der Fahrerwertung.

#### 2021

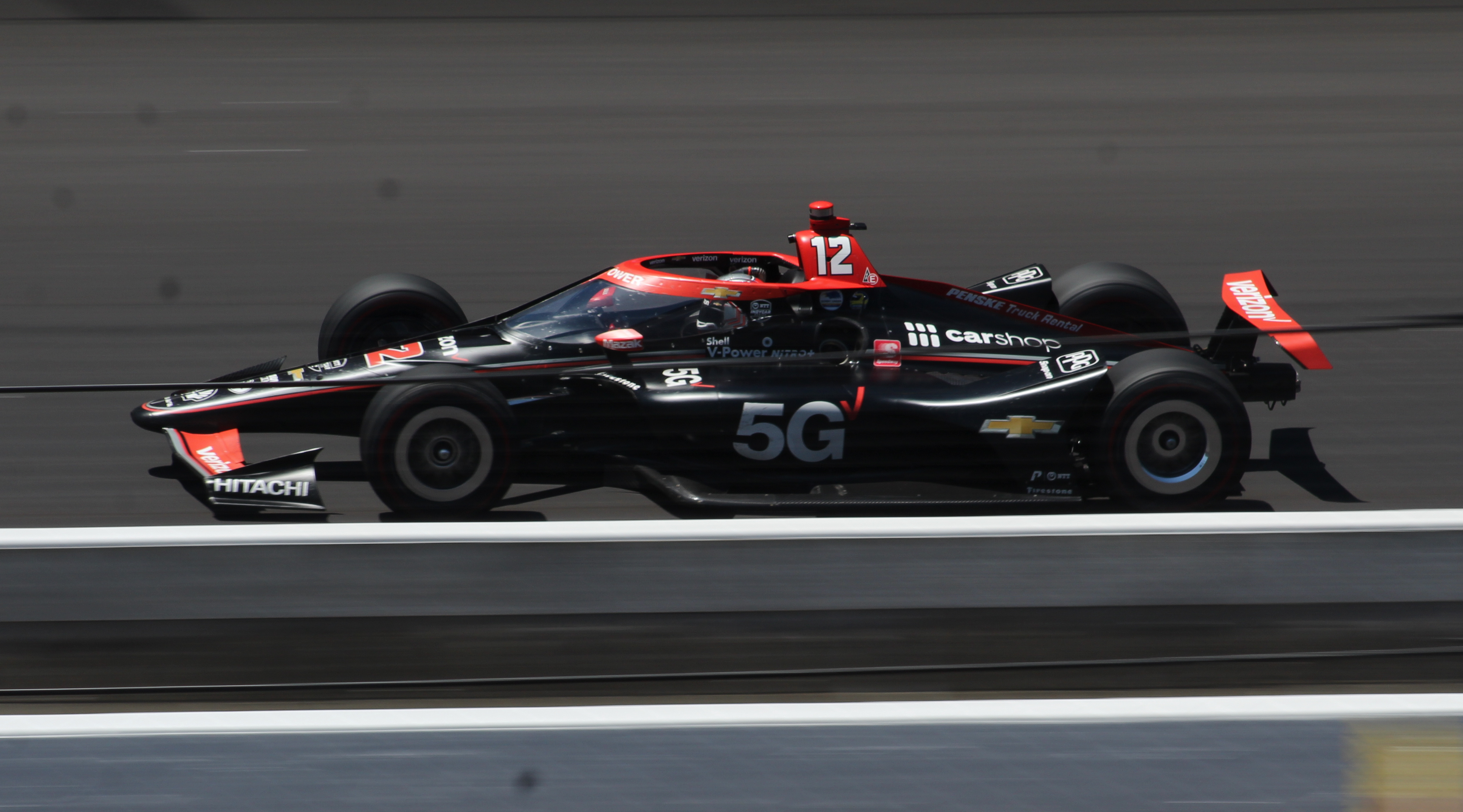
Power 2021 in Indianapolis

Beim zweiten Rennen der Saison 2021 wurde bekannt gegeben, dass Power bis zum Ende der Saison 2023 bei Penske einen Vertrag unterschrieben hatte. Die Qualifikation zum Indy 500 lief nicht nach Wunsch. Am ersten Tag schaffte er es nicht unter die dreißig schnellsten Fahrer, daher musste Power einen Tag später in der Qualifikation für die letzte Startreihe antreten. Er war Zweitschnellster der fünf Piloten, was ihn für den 32. und vorletzten Startplatz qualifizierte. Während seines Qualiversuchs berührte er die Mauer, was glücklicherweise ohne Folgen blieb. Er beendete das Rennen auf dem 30. Rang. Beim folgenden Lauf in Detroit lag er bei einer Rennunterbrechung sieben Runden vor dem Ende in Führung. Als das Rennen wieder aufgenommen werden sollte, sprang sein Wagen nicht mehr an und er musste zusehen wie das Feld an ihm vorbeifuhr. Am Kühlungsdefekt gab Power der Rennleitung eine Mitschuld, da die Ventilatoren zum Kühlen erst zum Fahrzeug gebracht werden durften, nachdem der letzte Fahrer in der Boxengasse stand. Beim zweiten Rennen auf dem Infieldkurs in Indianapolis gewann er sein einziges Rennen der Saison. In der Fahrerwertung belegte er den neunten Platz.

#### 2022
Mit einer konstanten Saison 2022 ohne Ausfall, konnte Power seinen zweiten Meistertitel feiern in der IndyCar-Serie. Obwohl er nur ein einziges Rennen gewinnen konnte in Detroit, entschied der Australier die Meisterschaft im 17. und letzten Indy Grand Prix in Monterey für sich. Er verwies seinen Hauptkonkurrenten und Penske-Teamkollegen Josef Newgarden mit 16 Punkten Rückstand auf den zweiten Rang. Neben Newgarden hatten auch die Chip Ganassi Racing Fahrer Marcus Ericsson und Scott Dixon sowie Teamkollege Scott McLaughlin noch Chancen auf den Titel vor dem Rennen auf dem Laguna Seca Raceway. Ein dritter Platz reichte Power schlieẞlich zum Meisterschaftsgewinn.

## Persönliches
Am 17. Dezember 2010 heiratete Power seine langjährige Freundin Elizabeth Cannon. Seit Dezember 2016 ist er Vater eines Sohnes. Power wohnt in Charlotte (North Carolina).

## Statistik

### Karrierestationen
- 2005–2012: Kartsport
- 1998: Australische Formel Ford (Platz 19)
- 2000: Australische Formel Ford (Platz 7)
- 2001: Australische Formel Ford (Platz 2)
- 2002: Australian Drivers’ Championship (Meister)
- 2002: Australische Formel 3 (Platz 2)
- 2003: Britische Formel 3 (Platz 14)
- 2004: Britische Formel 3 (Platz 9)
- 2005: Formel Renault 3.5 (Platz 7)
- 2005: Champ Car (Platz 22)
- 2006: A1GP
- 2006: Champ Car (Platz 6)
- 2007: Champ Car (Platz 4)
- 2008: IndyCar Series (Platz 12)
- 2009: IndyCar Series (Platz 19)
- 2010: IndyCar Series (Platz 2)
- 2011: IndyCar Series (Platz 2)
- 2012: IndyCar Series (Platz 2)
- 2013: IndyCar Series (Platz 4)
- 2014: IndyCar Series (Meister)
- 2015: IndyCar Series (Platz 3)
- 2016: IndyCar Series (Platz 2)
- 2017: IndyCar Series (Platz 5)
- 2018: IndyCar Series (Platz 3)
- 2019: IndyCar Series (Platz 5)
- 2020: IndyCar Series (Platz 5)
- 2021: IndyCar Series (Platz 9)
- 2022: IndyCar Series (Platz 1)
- 2023: IndyCar Series (Platz 7)
- 2024: IndyCar Series (Platz 4)

### Einzelergebnisse IndyCar Series
| Jahr | Team                 | 1   | 2   | 3   | 4    | 5     | 6     | 7     | 8   | 9   | 10   | 11   | 12   | 13  | 14  | 15   | 16   | 17  | 18  | 19  | Punkte | Rang |
| ---- | -------------------- | --- | --- | --- | ---- | ----- | ----- | ----- | --- | --- | ---- | ---- | ---- | --- | --- | ---- | ---- | --- | --- | --- | ------ | ---- |
| 2008 | KV Racing Technology | HMS | STP | MOT | LBH  | KAN   | INDY  | MIL   | TXS | IOW | RIR  | WGL  | NSH  | MDO | EDM | KTY  | SNM  | DET | CHI | SRF | 331    | 12.  |
| 2008 | KV Racing Technology | 25  | 8   |     | 1*   | 27    | 13    | 14    | 13  | 9   | 25   | 15   | 11   | 4   | 22  | 26   | 25   | 8   | 5   | 22  | 331    | 12.  |
| 2009 | Team Penske          | STP | LBH | KAN | INDY | MIL   | TXS   | IOW   | RIR | WGL | TOR  | EDM  | KTY  | MDO | SNM | CHI  | MOT  | HMS |     |     | 215    | 19.  |
| 2009 | Team Penske          | 6   | 2   |     | 5    |       |       |       |     |     | 3    | 1*   | 9    |     | DNS | INJ  | INJ  | INJ |     |     | 215    | 19.  |
| 2010 | Team Penske          | SAO | STP | ALA | LBH  | KAN   | INDY  | TXS   | IOW | WGL | TOR  | EDM  | MDO  | SNM | CHI | KTY  | MOT  | HMS |     |     | 597    | 2.   |
| 2010 | Team Penske          | 1   | 1   | 4   | 3    | 12    | 82    | 14    | 5   | 1   | 1    | 2    | 2    | 1   | 16  | 8    | 3    | 25  |     |     | 597    | 2.   |
| 2011 | Team Penske          | STP | ALA | LBH | SAO  | INDY  | TXS   | TXS   | MIL | IOW | TOR  | EDM  | MDO  | NHA | SNM | BAL  | MOT  | KTY | LSV |     | 555    | 2.   |
| 2011 | Team Penske          | 2   | 1*  | 10  | 1*   | 145   | 3     | 1*    | 4   | 21  | 24*  | 1*   | 14   | 5   | 1*  | 1*   | 2    | 19  | C   |     | 555    | 2.   |
| 2012 | Team Penske          | STP | ALA | LBH | SAO  | INDY  | DET   | TXS   | MIL | IOW | TOR  | EDM  | MDO  | SNM | BAL | FON  |      |     |     |     | 465    | 2.   |
| 2012 | Team Penske          | 7   | 1   | 1   | 1*   | 285   | 4     | 8     | 12  | 23  | 15   | 3    | 2*   | 2*  | 6*  | 24   |      |     |     |     | 465    | 2.   |
| 2013 | Team Penske          | STP | ALA | LBH | SAO  | INDY  | DET   | DET   | TXS | MIL | IOW  | POC  | TOR  | TOR | MDO | SNM  | BAL  | HOU | HOU | FON | 498    | 4.   |
| 2013 | Team Penske          | 16L | 5L  | 16L | 24   | 19L6  | 8     | 20L   | 7L  | 3L  | 172  | 4L   | 15*  | 18L | 4   | 1L   | 18*  | 12L | 1*  | 1*  | 498    | 4.   |
| 2014 | Team Penske          | STP | LBH | ALA | IMS  | INDY  | DET   | DET   | TXS | HOU | HOU  | POC  | IOW  | TOR | TOR | MDO  | MIL  | SNM | FON |     | 671    | 1.   |
| 2014 | Team Penske          | 1*  | 2   | 5L  | 8    | 8L5,3 | 1L    | 2L    | 2*  | 14  | 11   | 10L  | 14   | 9   | 3L  | 6    | 1*   | 10* | 9L  |     | 671    | 1.   |
| 2015 | Team Penske          | STP | NOL | LBH | ALA  | IMS   | INDY  | DET   | DET | TXS | TOR  | FON  | MIL  | IOW | MDO | POC  | SNM  |     |     |     | 493    | 3.   |
| 2015 | Team Penske          | 2*  | 7   | 20  | 4    | 1*    | 2L    | 4L    | 18L | 13L | 4L   | 19*  | 22   | 10L | 14  | 4L   | 7L   |     |     |     | 493    | 3.   |
| 2016 | Team Penske          | STP | PHO | LBH | ALA  | IMS   | INDY  | DET   | DET | ROA | IOW  | TOR  | MDO  | POC | TXS | WGL  | SNM  |     |     |     | 532    | 2.   |
| 2016 | Team Penske          | WD  | 3   | 7   | 4    | 19    | 10L6  | 20L   | 1L  | 1*  | 2    | 1L   | 2L   | 1L  | 8   | 20L  | 20   |     |     |     | 532    | 2.   |
| 2017 | Team Penske          | STP | LBH | ALA | PHO  | IMS   | INDY  | DET   | DET | TXS | ROA  | IOW  | TOR  | MDO | POC | STL  | WGL  | SNM |     |     | 562    | 5.   |
| 2017 | Team Penske          | 19L | 13  | 14* | 2L   | 1*    | 23L9  | 18    | 3   | 1*  | 5    | 4L   | 21   | 2L  | 1L  | 20L  | 6    | 3   |     |     | 562    | 5.   |
| 2018 | Team Penske          | STP | PHO | LBH | ALA  | IMS   | INDY  | DET   | DET | TXS | ROA  | IOW  | TOR  | MDO | POC | STL  | POR  | SNM |     |     | 582    | 3.   |
| 2018 | Team Penske          | 10  | 22* | 2L  | 21   | 1*    | 1L3   | 7     | 2   | 18  | 23   | 6L   | 18L  | 3L  | 2L  | 1L   | 21L  | 3L  |     |     | 582    | 3.   |
| 2019 | Team Penske          | STP | COA | ALA | LBH  | IMS   | INDY  | DET   | DET | TXS | ROA  | TOR  | IOW  | MDO | POC | STL  | POR  | LAG |     |     | 550    | 5.   |
| 2019 | Team Penske          | 3L  | 24* | 11  | 7L   | 7     | 5L6   | 18    | 3L  | 9   | 2    | 18   | 15L  | 4L  | 1L  | 22L  | 1*   | 2L  |     |     | 550    | 5.   |
| 2020 | Team Penske          | TXS | IMS | ROA | ROA  | IOW   | IOW   | INDY  | STL | STL | MDO  | MDO  | IMS  | IMS | STP |      |      |     |     |     | 396    | 5.   |
| 2020 | Team Penske          | 13  | 20* | 2L  | 11L  | 21    | 2L    | 14L22 | 17L | 3L  | 1*   | 7    | 6    | 1*  | 24L |      |      |     |     |     | 396    | 5.   |
| 2021 | Team Penske          | ALA | STP | TXS | TXS  | IMS   | INDY  | DET   | DET | ROA | MDO  | NSH  | IMS  | STL | POR | LAG  | LBH  |     |     |     | 357    | 9.   |
| 2021 | Team Penske          | 2L  | 8   | 14  | 13L  | 11    | 3032  | 20*   | 6   | 3   | 25   | 14   | 1*   | 3L  | 13  | 26   | 10   |     |     |     | 357    | 9.   |
| 2022 | Team Penske          | STP | TXS | LBH | ALA  | IMS   | INDY  | DET   | ROA | MDO | TOR  | IOW1 | IOW2 | IMS | NSH | GAT  | POR  | LAG |     |     | 560    | 1.   |
| 2022 | Team Penske          | 3L  | 4L  | 4L  | 4    | 3     | 15    | 1L*   | 19  | 3   | 15   | 3L   | 2L   | 3L  | 11  | 6L*  | 2L   | 3L  |     |     | 560    | 1.   |
| 2023 | Team Penske          | STP | TXS | LBH | ALA  | IMS   | INDY  | DET   | ROA | MDO | TOR  | IOW1 | IOW2 | NSH | IMS | GAT  | POR  | LAG |     |     | 425    | 7.   |
| 2023 | Team Penske          | 7   | 16  | 6   | 3L   | 12    | 2312L | 2L    | 13L | 3L  | 14   | 5L   | 2L   | 10L | 6   | 9L   | 25   | 4   |     |     | 425    | 7.   |
| 2024 | Team Penske          | STP | LBH | ALA | IMS  | INDY  | DET   | ROA   | LAG | MDO | IOW1 | IOW2 | TOR  | GAT | POR | MIL1 | MIL2 | NSH |     |     | 498    | 4.   |
| 2024 | Team Penske          | 2   | 6L  | 2L  | 2    | 242   | 6     | 1L    | 7   | 11  | 18   | 1L   | 12   | 18L | 1L* | 2L   | 10L  | 24  |     |     | 498    | 4.   |
| 2025 | Team Penske          | STP | TTC | LBH | ALA  | IMS   | INDY  | DET   | GAT | ROA | MDO  | IOW1 | IOW2 | TOR | LAG | POR  | MIL1 | NSH |     |     | 289    | 9.   |
| 2025 | Team Penske          | 26  | 6   | 5   | 5    | 3     | 16    | 4L    | 27  | 14  | 26   | 3L   | 24   | 11  | 7   |      |      |     |     |     | 289    | 9.   |

Legende
Anmerkungen
1. ↑  Fand am selben Tag wie der Toyota Grand Prix of Long Beach statt.
2. ↑  Fand am selben Tag wie der Indy Japan 300 statt.
3. ↑  Es wurden keine Punkte vergeben.